# NGC 5123
NGC 5123 este o radiogalaxie situată în constelația Câinii de Vânătoare. A fost descoperită în 9 aprilie 1787 de către William Herschel. Se află la o distanță de 123,4 de megaparseci de Pământ.